# DFW Mars
Il DFW Mars era un aereo monomotore, in configurazione traente, e biposto sviluppato dall'azienda tedesco imperiale Deutsche Flugzeugwerke GmbH nei primi anni dieci del XX secolo.
Disponibile in varie configurazioni alari, sia monoplana che biplana, e destinato all'emergente mercato dell'aviazione civile trovò impiego anche in ambito militare acquistato dai governi dell'Impero tedesco, Regno Unito e Impero ottomano, da quest'ultimo utilizzato durante la prima e e la seconda guerra balcanica nel periodo 1912-1913. Questo rende il modello il primo aereo di costruzione tedesca ad aver mai partecipato attivamente in operazioni belliche.

## Varianti
Mars monoplano
variante monoplana, la prima avviata alla produzione, apertura alare (della versione del 1912) 16,8 m.
Mars biplano
variante dalla velatura biplano-sesquiplana, apertura alare (della versione del 1912) 17,8 m.
Mars idro biplano
variante idrovolante a scarponi.

## Utilizzatori
Austria-Ungheria
- k.u.k. Luftfahrtruppen

operò dal 1912 con almeno un Mars biplano.
 Germania
- Luftstreitkräfte

operò dal 1912 con 20 Mars monoplano e 10 Mars biplano.
 Impero ottomano
- Osmanlı tayyare bölükleri

operò dal 1912 con la variante biplana.
 Regno Unito
- Royal Naval Air Service

### Riviste
- (EN) The D.F.W. Monoplane, in Flight, 8 novembre 1913,  pp. 1216-18. URL consultato il 9 febbraio 2013.
- (EN) The D.F.W. Biplane at Brooklands, in Flight, 13 dicembre 1913,  p. 1374. URL consultato il 9 febbraio 2013.
- (EN) The D.F.W. Biplane, in Flight, 10 gennaio 1914,  pp. 34-38. URL consultato il 9 febbraio 2013.
- (EN) Harry Woodman, The First German Aeroplane to Go to War, in Airfix Magazine, marzo 1982,  pp. 318-324.